# Ла-Серна-дель-Монте
Ла-Серна-дель-Монте (ісп. La Serna del Monte) — муніципалітет в Іспанії, у складі автономної спільноти Мадрид. Населення — 99 осіб (2010).
Муніципалітет розташований на відстані близько 70 км на північ від Мадрида.

## Демографія
Динаміка населення (INE ):

## Галерея зображень

Розташування муніципалітету у автономній спільноті Мадрид